# Геометрическая акустика
Геометри́ческая аку́стика — раздел акустики, предметом изучения которого являются законы распространения звука. В основе лежит представление о том, что звуковые лучи — это нормальные к волновой поверхности линии, которые являются направлениями распространения энергии акустических колебаний.

## Описание
Геометрическая акустика представляет предельный случай волновой акустики при стремлении длины звуковой волны к нулю. Поэтому точность методов геометрической акустики повышается с уменьшением длины волны (повышением тона) до ультразвука и далее. Для геометрической акустики в основном применимы те же законы и уравнения, что и в геометрической оптике.

## Применение геометрической акустики
Геометрическая акустика применима в случае пренебрежения волновой природой упругих колебаний и связанных с ней дифракционных явлений. Основной задачей геометрической акустики является вычисление траектории звуковых лучей. Применение геометрической акустики зависит от длины звуковой волны, размеров отражающей поверхности и её расположения по отношению к источнику звука и точке приема.

## Применение
- Методами геометрической акустики применяют в архитектурной акустике, гидроакустике и др.
- На основе законов геометрической акустики можно создать приближенную теорию распространения звука в неоднородных средах.